# Зоопарк (песня 10AGE)
«Зоопарк» — песня российского рэп-исполнителя 10AGE, выпущенная 17 сентября 2021 года лейблом Legacy Music через цифровую дистрибуцию. Продюсером композиции стал российский битмейкер Николай «Холла» Собкалов, ранее работавший и над другими успешными синглами артиста: песнями «Нету интереса» и «Пушка»; текст же написан самим Дмитрием «10AGE» Пановым. Трек стал третьим синглом, выпущенным Пановым в 2021 году.
В «Зоопарке» Дмитрий «10AGE» Панов затрагивает тему развлечений молодёжи в ночных клубах, сравнивая действия одурманенных алкоголем людей с поведением диких животных. Как и в большинстве других своих работ, 10AGE снабдил трек «вторым дном»: скрытым смыслом, который становится явным после повторного прослушивания. Таким смыслом стала критика подобного деструктивного поведения людей в ночных клубах, отдающихся своим «звериным» инстинктам.
Как и предыдущим работам артиста, выпущенным в 2021 году, «Зоопарку» не удалось избежать сравнений в звучании с творчеством казахского рэпера Скриптонита и обвинений в плагиате. Оценки представителей музыкальной индустрии были противоречивые. Несмотря на это, трек стал чартовым хитом социальной сети «ВКонтакте»: с момента своего выхода ему удалось продержаться на первой строчке чарта более трёх недель.

## Создание и релиз
«Зоопарк» стал третьим синглом, выпущенным 10AGE в 2021 — году, ставшим для рэпера очень продуктивным. До этого первым вышел сингл «Нету интереса», чья премьера состоялась 5 марта. Через два месяца, 7 мая, вышел музыкальным клип на «Нету интереса». 18 июня выходит сингл «Пушка», а его экранизация — 13 августа. Обе композиции оказались заметно популярнее раннего творчества 10AGE: «Нету интереса» вошла в список десяти наиболее прослушиваемых композиций музыкальных стриминговых платформ «СберЗвук» и Spotify, а также совместно с «Пушкой» стала одной из самых популярных песен лета по версии Spotify. В начале сентября 10AGE в качестве хедлайнера исполнил эти песни на презентации коллекции бренда одежды Garage, после чего, 10 сентября, ровно за неделю до выхода будущего сингла, артист в своём аккаунте в социальной сети Инстаграм опубликовал концептуальное тизер-видео «Зоопарка» с людьми в масках животных.
Текст песни написан самим Дмитрием «10AGE» Пановым. Продюсером композиции стал российский битмейкер Николай «Холла» Собкалов, ранее также работавший над песнями «Нету интереса» и «Пушка». В тексте «Зоопарка» 10AGE рассказывает о неистово веселящейся в ночных клубах молодёжи, сравнивая их поведение с дикими животными. При этом повествование ведётся с точки зрения агрессивных молодых людей, находящихся в поиске «девушек на ночь». 10AGE неоднократно заявлял, что пытается закладывать в свои работы «второе дно»: скрытый смысл, который становится явным после повторного прослушивания. Так, смысл «Зоопарка» заключается в критике ночной жизни молодых людей, отдающихся своим «животным» инстинктам. В интервью журналу «Жара Magazine» Панов утверждал, что добавляет «второе дно» для того чтобы повлиять на мышление людей и показать разрушительность определённого поведения со стороны:
Если этот трек слушать еще и еще, то ты уже вообще перестаешь веселиться, потому что я в нем показал, что мы все животные. Реально, то, что мы вытворяем в ночной жизни, — это просто следование нашим инстинктам. И можно сколько угодно спорить, хорошо это или плохо. Лично я хотел бы, чтобы было как можно меньше таких людей, которые живут в этом дне сурка от пятницы до пятницы.
Выпуск «Зоопарка» состоялся 17 сентября 2021 года на лейбле Legacy Music через цифровую дистрибуцию. По состоянию на 8 декабря 2021 года видео-ролик с премьерой трека на видеохостинге YouTube набрал более 3 миллионов просмотров. Впоследствии 10AGE исполнил «Зоопарк» в гостях на шоу Басты «MC Taxi» вместе с песней «Пушка», а также презентовал новый ещё не вышедший трек и заявил что работает над своим первым студийным альбомом.

## Восприятие
С момента своего выхода 17 сентября треку удалось продержаться на первом месте в чарте «ВКонтакте» более трёх недель (сместив лидирующий до этого сингл «Lipsi Ha» Инстасамки), вплоть до 13 октября, когда «Зоопарк» перешёл на третью строчку уступив композициям «Диалоги тет-а-тет» (Aleks Ataman, Finik.Finya) и «Без названия» (Macan). Помимо этого, «ТНТ Music» включил «Зоопарк» в плейлист и список «Лучших треков сентября», в который вошло 40 композиций.
Журналист Владислав Шеин представляющий издание «ТНТ Music» охарактеризовал песню как «экспрессивный» и «драйвовый» сингл с драматичным битом. По мнению Шеина, «тревожный инструментал вкупе с фирменной жёсткой читкой исполнителя создаёт атмосферу безумства и рейва». Коллега Владислава по «ТНТ Music» Руслан Тихонов в подборке треков недели 13—19 сентября более плотно описал впечатления от прослушивания, заявив что «Зоопарк» — «мачистский саундтрек пятницы, полной кутежа и беспорядочных связей». Тихонов также отметил что трек не изменяет творческой традиции 10AGE добавлять в свои песни «двойное дно». Так, по-началу «Зоопарк» «притворяется обыкновенным клубным рэп-бэнгером для разгорячённых парней», однако уже на втором куплете раскрывается феминистический подтекст песни, заключающийся, по мнению Тихонова, в критике поведения обозначенных «разгорячённых парней» и поддержке девушек, в которых те видят лишь «легкомысленных подруг на ночь». Тем не менее, Тихонов называет такой подтекст «завуалированным», и что его наличие выглядит не столько как смелая критика патриархального мира, сколько как попытка избежать обвинений в мизогинии.
В негативном ключе о песне высказались музыкант Гарик Сукачев и участницы панк-рок дуэта «Кис-кис» Алина Олешева и Софья Сомусева. В рамках YouTube-шоу «Музыкалити» артисты поставили треку самую низкую оценку — один балл. Сукачёв назвал работу музыканта отвратительной, а «кис-кис» заявили что 10AGE скопировал стилистику звучания у казахского рэпера Адиля «Скриптонита» Жалелова. Схожесть приёмов используемых 10AGE и Скриптонитом также отметил и рэпер Баста. Это не в первый раз когда Дмитрий был обвинён в плагиате манеры исполнения Адиля: до этого такие же высказывания звучали в сторону, в частности, треков «Пушка» и «Нету интереса». Сам музыкант не был согласен с обвинениями, но признавался что намерено использовал некоторые элементы творчества Скриптонита: «Вот этот голос с хрипотцой и истерика напоминают момент ссоры у мужчины. Это круто выглядит со стороны».

## Список композиций
| №  | Название  | Текст песни   | Музыка | Длительность |
| -- | --------- | ------------- | ------ | ------------ |
| 1. | «Зоопарк» | Дмитрий Панов | Холла  | 3:00         |

## Позиции в чартах
| Чарт (2021)              | Высшая позиция |
| ------------------------ | -------------- |
| Россия («СберЗвук»)      | 12             |
| Россия («ВКонтакте»)     | 1              |
| Россия («Яндекс.Музыка») | 19             |
| Россия (Shazam)          | 9              |
| Россия (Apple Music)     | 9              |